# ひぐちのりえ
ひぐち のりえ（5月14日 - ）は、日本のイラストレーター、2DCGグラフィッカー。
神奈川県出身。

## 主な作品

### 原画
- デジ絵の文法
- 桃色大戦ぱいろん
- みみ×みみ!～発情注意報～
- 夏色公園～電波塔の下で愛を語る～
- 水の旋律
- 青空絵日記
- 最遊記RELOAD
- 夏夢夜話
- 想い出の還る場所
- どこまでも青く・・・
- プリズムハート DC版